# Tekken 3D: Prime Edition
Tekken 3D: Prime Edition é um jogo da série Tekken lançado em 2012 para a plataforma Nintendo 3DS, sendo o segundo jogo da série a ser lançado para um aparelho da Nintendo. Irá apoiar as capacidades 3D do handheld e manter uma constante 60 FPS , mesmo quando rodando em 3D. Ele terá mais de 40 personagens e os estágios são prometidas para o jogo. Além disso, será lançado no mesmo pacote que o filme em 3D, Tekken: Blood Vengeance.

## Desenvolvimento
Durante a sua conferência de imprensa na E3, a Nintendo anunciou Tekken estaria vindo para o handheld 3DS. A Namco Bandai Games na E3, que apresentou uma demonstração do Tekken no jogo motor que funciona com o 3DS.O Produtor Katsuhiro Harada afirmou que o jogo iria executar no total 60 frames por segundo com o 3D
Em 17 de agosto de 2011, um novo trailer de Tekken 3D: Prime Edition foi lançado, juntamente com o seu nome. Também foi revelado que o jogo iria incluir mais de 40 personagens, bem como uma versão 3D do filme de Tekken: Blood Vengeance no cartucho do jogo.

## Personagens
- Jun Kazama
- True Ogre
- Jinpachi Mishima
- JayCee
- Heihachi Mishima (Rejuvenecido)
- Lars Alexandersson
- Alisa Bosconovitch
- Leo
- Zafina
- Miguel Caballero Rojo
- Bob
- Jin Kazama
- Kazuya Mishima
- Armor King
- Raven
- Craig Marduk
- Lili Rochefort
- Sergei Dragunov
- Julia Chang
- King
- Asuka Kazama
- Feng Wei
- Bryan Fury
- Yoshimitsu
- Ling Xiaoyu
- Jack-6
- Christie Monteiro
- Hwoarang
- Marshall Law
- Paul Phoenix
- Lei Wulong
- Lee Chaolan
- Steve Fox
- Nina Williams
- Anna Williams
- Baek Doo San
- Roger Jr.
- Kuma
- Panda
- Bruce Irvin
- Wang Jinrei
- Ganryu
- Eddy Gordo
- Devil Jin